# Jerri Ariel Farias Hahn
Jerri Ariel Farias Hahn (sinh ngày 12 tháng 6 năm 1980) là một cầu thủ bóng đá Brazil hiện đang chơi cho Chiangrai United tại Thai Premier League.